# Lesses

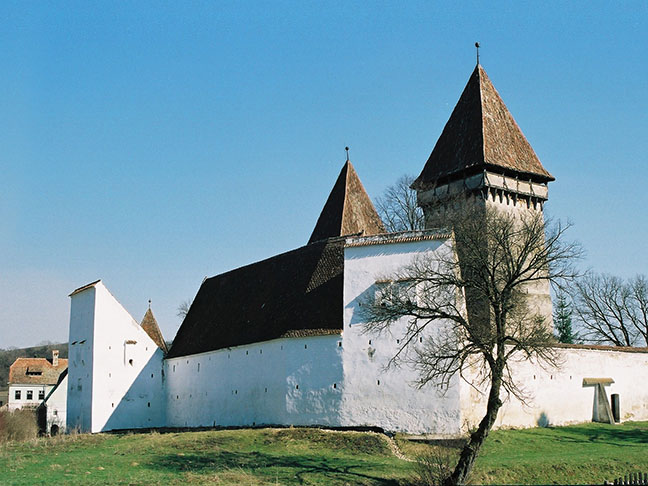
Az erődtemplom

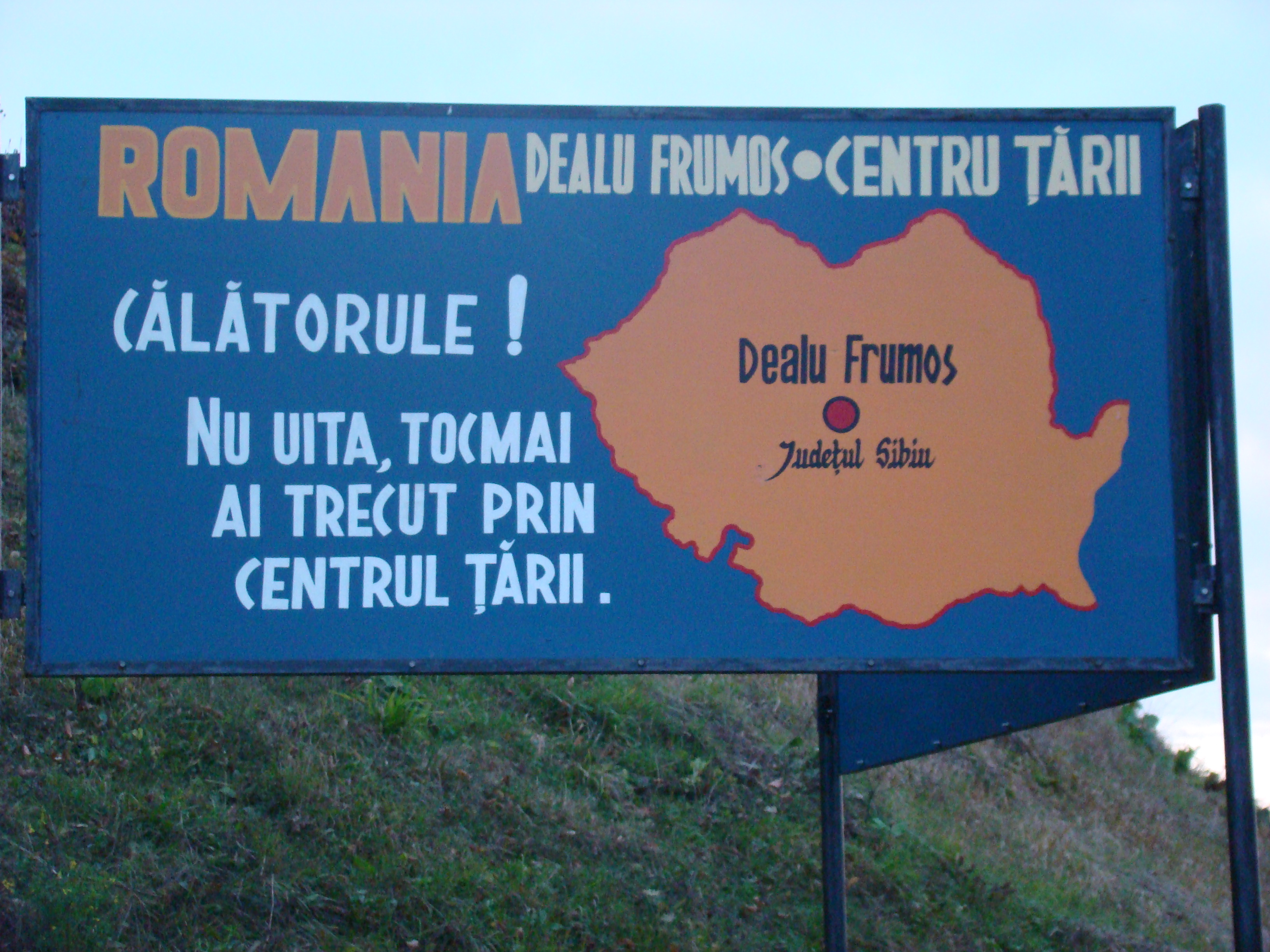
Románia középpontjára emlékeztető tábla

Lesses (románul: Dealu Frumos, 1925-ig Șulumberg, németül: Schönberg, szászul Šinebarχ) falu Romániában, Szeben megyében. Közigazgatásilag Morgonda községhez tartozik.

## Fekvése
Medgyestől 41 km-re délkeletre, a Hortobágy Altbach nevű mellékpatakjának völgyében fekszik. Tőle nyugatra, a Szentágotára vezető út mentén található Románia földrajzi középpontja.

## Nevének eredete
Bár német nevét mind latinra (első említésekor: Pulcromonte, 1280), mind később románra (mai hivatalos neve) 'szép hegy'-ként fordították, a név előtagja valószínűleg a Schein ('fény') szó alakváltozatából való (ugyancsak 1280-ban Sconberg), és együtt messziről látható, világos hegyet jelölhetett. Ez valószínűleg a falu és Szentágota közti, 639 méter magas és ma erdővel benőtt Alte Burg hegyre vonatkozott. Magyar neve (először 1760–62-ben Lesszes, majd 1805-ben Leses) a némettel értelmileg párhuzamos: les + -s ('őrhegy').

## Története
Az egyik legkorábbi, valószínűleg 12. század közepi szász telepítés, később nagysinkszéki szász falu volt. 1393-ban a lessesi Petrus, 1517-ben August Andreas Huetter a bécsi, 1487-ben Michael, 1518-ban Georg a krakkói egyetemen tanult. 1500-ban 51 házas gazdát, három pásztort, egy malmot és két puszta házat írtak össze benne. 1599-ben Vitéz Mihály serege pusztította el. 1687 és 1695 között házai felét, 24 házat hagytak el lakói. 1734-ben landlerek költöztek be. Lakói között 1752-ben jelent meg elsőként nyolc román jobbágy és kilenc cigány családfő neve. 1876-ban Nagy-Küküllő vármegyéhez csatolták. Határában, a községtől megvásárolt területen az osztrák–magyar hadsereg 1912-ben gyakorlóterepet alakított ki. 1945 januárjában 114 szász lakosát hurcolták kényszermunkára, főként a sztalinói táborba. A szászok kivándorlási hulláma után 2002-ig volt saját evangélikus papja.

## Lakossága
- 1760-ban 671 evangélikus lélek mellett 42 ortodox és egy görögkatolikus család lakta.
- 1850-ben 1229 lakosából 636 volt német, 412 román és 180 cigány nemzetiségű; 636 evangélikus és 592 ortodox vallású.
- 2002-ben 547 lakosából 499 volt román, 24 cigány és 23 német nemzetiségű; 523 ortodox, 20 evangélikus és 4 adventista vallású.

## Nevezetességek
- Evangélikus erődtemploma. Az első, a tatárjárás előtt, román stílusban épült templom a mainál hosszabb, csarnokszerű bazilika volt. Tornya később épült. 1500 és 1521 között átépítették, erődítették, hajóját megmagasították. Félkörívű apszisát eltávolították, kórusa fölé védőtornyot emeltek. 1522-es felszentelése százas évfordulóit később hagyományosan falunappal ünnepelték meg. Eredetileg ovális erődjét a 16. században észak felé  kibővítették és ezzel négyzet alapúvá tették. Az északi falat 1647-ben megmagasították, és külső oldalán egy toronnyal látták el. 1515-ből származó feszülete a berethalmi közeli rokona. Egyik harangja 1538-ból való.[2] A parókiát 1914-ben egy bővítéssel építették egybe a várfallal. 2006 óta nagyszebeni színházi fesztivál keretében, nyaranta színielőadásokat tartanak az erődtemplomban. A bukaresti Ion Mincu Építészeti és Városrendezési Egyetem középkori épületrestaurátornak tanuló hallgatói a képzés részeként állítják helyre.
- Wagner-ház (118. sz., 1783).
- Ortodox templom (1824).
- Az Alte Burg/Cetatea Păgână hegy tetején középkori vár szerény maradványai: 70×50 méteres, rombusz alakú földhányás, külső oldalán árokkal.
- A falutól nyugatra, az Altbach és a Hortobágy közötti vízválasztón 1858-ban állítottak emlékművet, a Hortobágy völgyét (Szentágotát) az Olt völgyével (Kissink) összekötő út átadása alkalmából.
- A falutól délnyugatra feltörő gyógyvizre 1910-ben a lessesi szász közösség épített két medencét. A hely a szocializmus idején Sărături-Băi néven gyógyüdülőfaluként működött. Az evangélikus egyház visszaigényelte, évek óta használaton kívül van.[3]

## Híres emberek
- A 251. számú házban született 1874-ben Victor Păcală néprajzkutató.
- Itt töltötte gyermekkorát Adolf Schullerus nyelvész és Fritz Schullerus festő.

## Képek

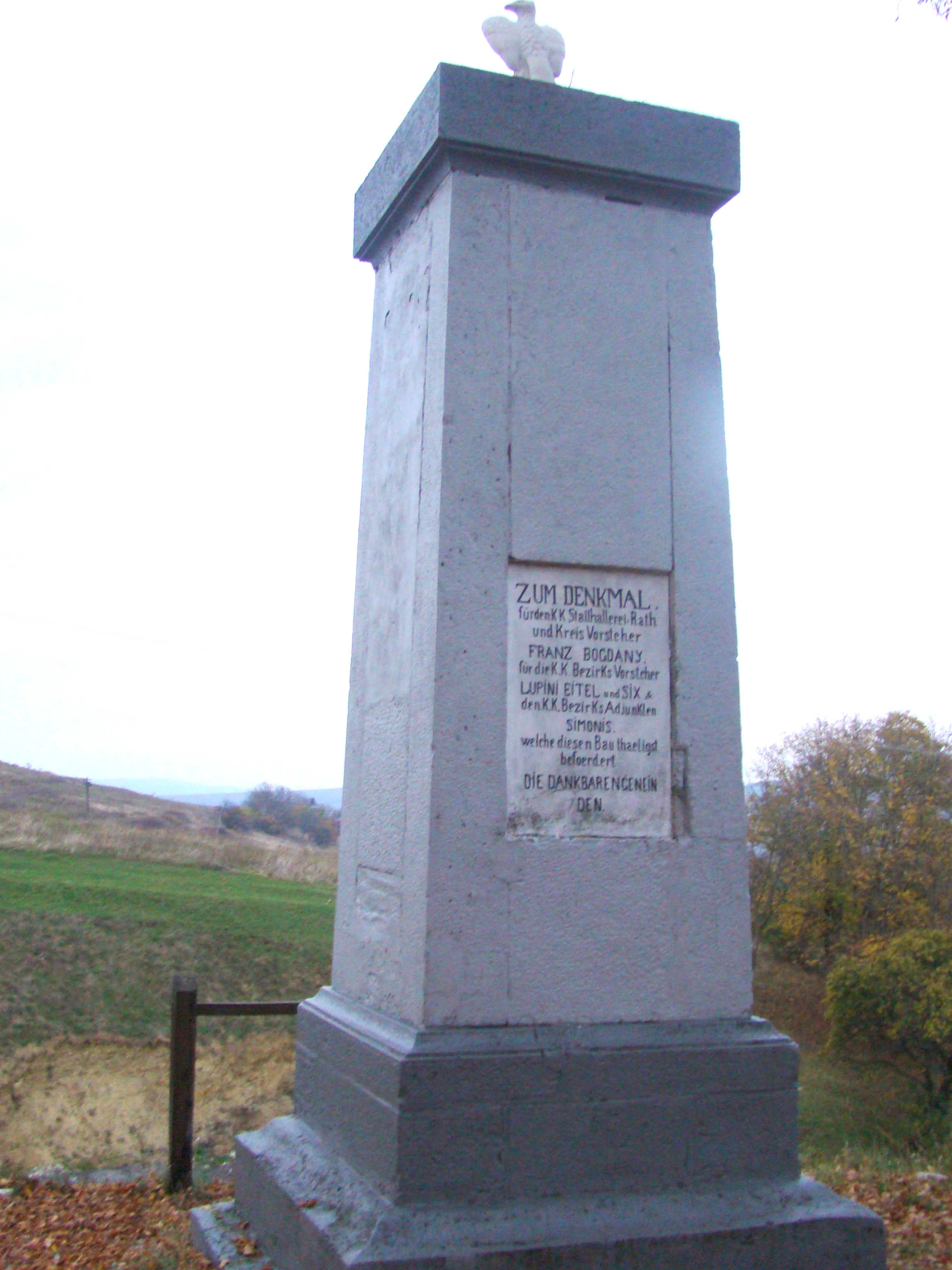
A Szentágota–Kissink út elkészültekor, 1858-ban állított emlékmű
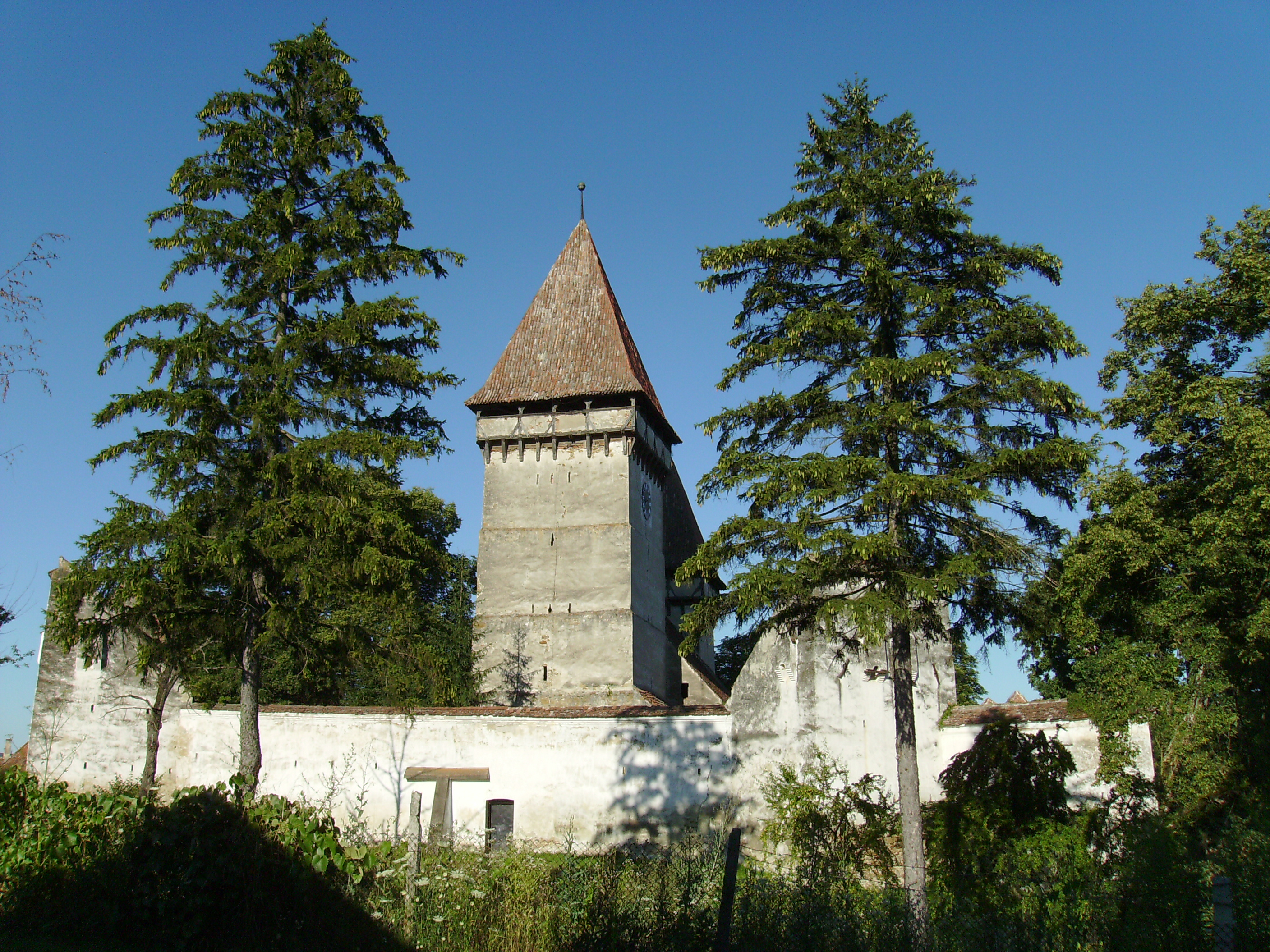
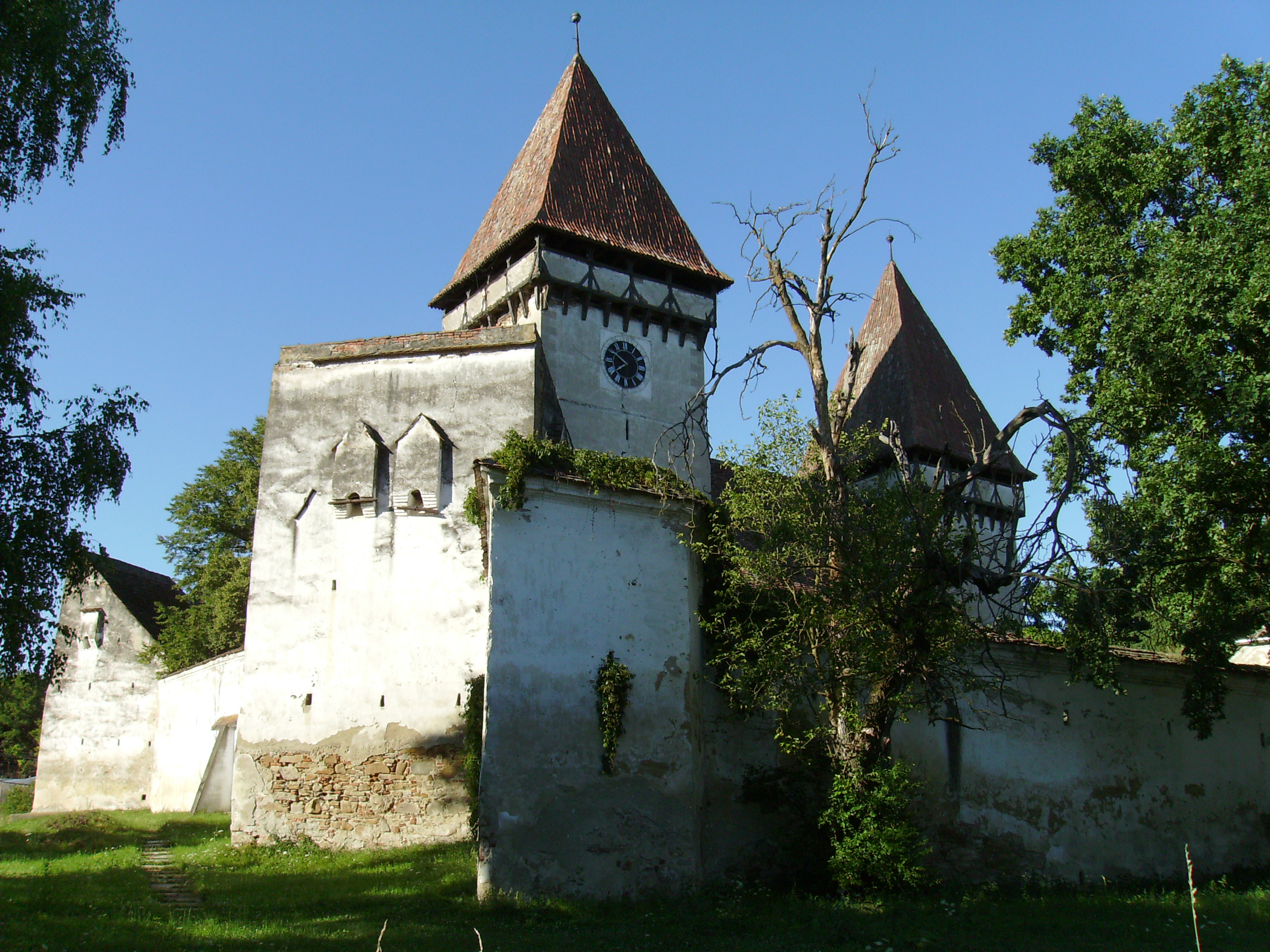
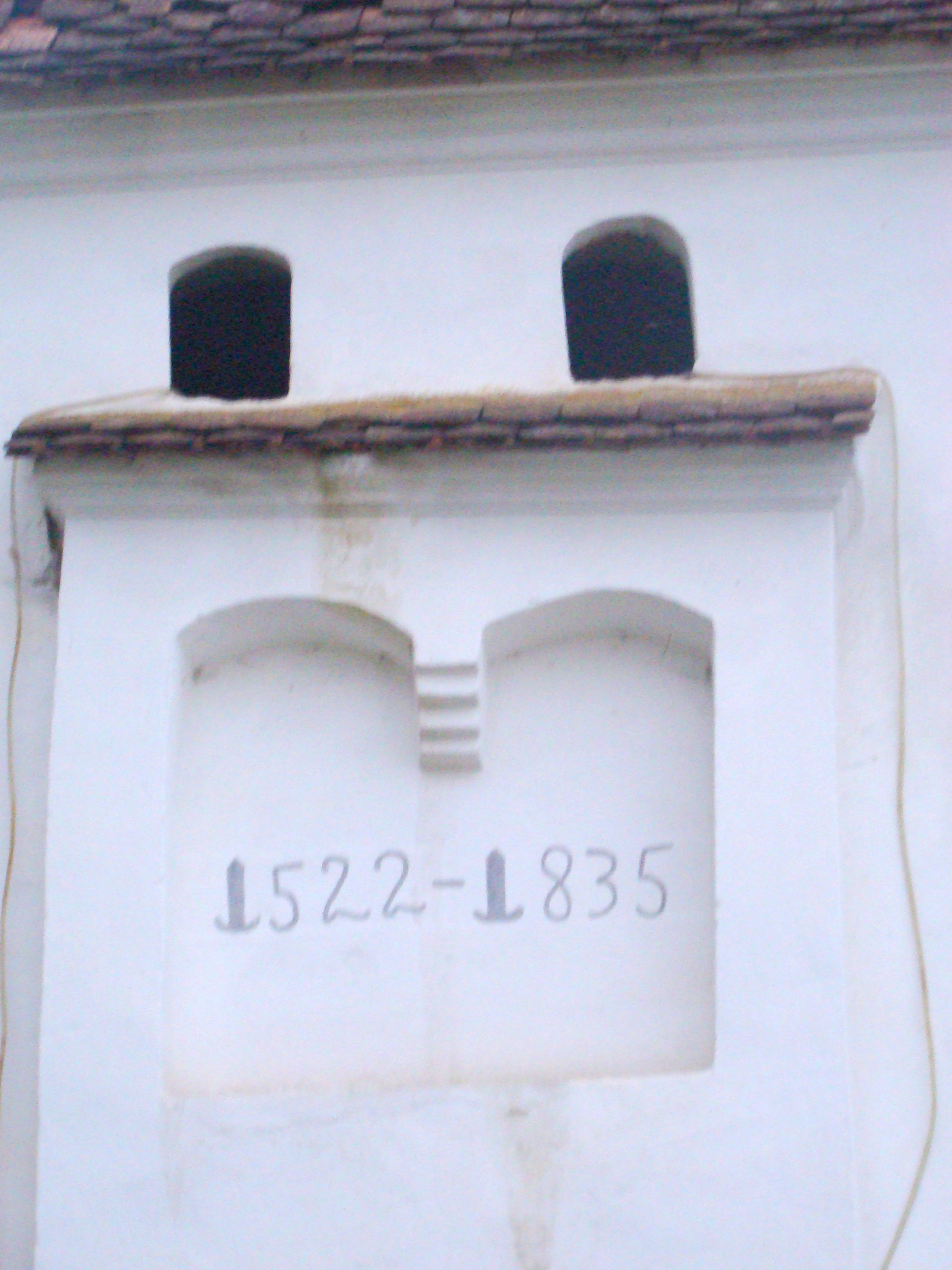

-